# L'Énigmatique Monsieur Parkes
L'Énigmatique Monsieur Parkes, também conhecido como L'Énigmatique M. Parkes (bra: Amor Audaz) é um filme pre-Code franco-estadunidense de 1930, do gênero comédia dramática, dirigido por Louis J. Gasnier, e estrelado por Adolphe Menjou e Claudette Colbert. O roteiro de Jacques Bataille-Henri foi baseado na peça teatral "Slightly Scarlet" (1930), de Percy Heath.
Como era comum durante o início da era sonora do cinema, diferentes versões da mesma história foram filmadas em diversos idiomas, inclusive essa produção – que é a versão francesa do filme "Slightly Scarlet" (1930) – feita especialmente para o mercado europeu.

## Sinopse
Lucy Stavrin (Claudette Colbert), cúmplice de um ladrão de joias, se apaixona por Courtenay Parkes (Adolphe Menjou), um misterioso cavalheiro vigarista. Juntos, eles decidem se reformar e abandonar a vida de crime, mas problemas os encontram quando o ex-chefe da mulher é morto durante uma briga.

## Elenco
- Adolphe Menjou como Courtenay Parkes
- Claudette Colbert como Lucy Stavrin
- Emile Chautard como Sylvester Corbett
- Adrienne D'Ambricourt como Sra. Corbett
- Sandra Ravel como Edith Corbett
- Armand Kaliz como Malatroff
- André Cheron como Capitão da Polícia